# Orléans Métropole
Orléans Métropole est une métropole française située dans le département du Loiret et la région Centre-Val de Loire. Elle compte en 2022, 293 673 habitants.
Créée en 1964 comme SIVOM regroupant 12 communes d'Orléans et de son agglomération, cette structure intercommunale a adopté successivement les statuts de communauté de communes en 1999 (en s'associant avec le district de l'est orléanais et regroupant ainsi 20 communes puis 22 en 2001), communauté d'agglomération en 2002, communauté urbaine début 2017 et enfin métropole depuis le 1er mai 2017.

## Historique

### SIVOM de l'agglomération orléanaise (1964-1999)
Pour lutter contre l'émiettement communal, la coopération intercommunale est encouragée dès les années 1950 avec la création des syndicats mixtes en 1955 et des syndicats intercommunaux à vocation multiple (SIVOM) en 1959. Dans ce cadre, douze communes (Orléans, Chécy, Combleux, Fleury-les-Aubrais, Ingré, La Chapelle-Saint-Mesmin, Saint-Jean-de-Braye, Saint-Jean-de-la-Ruelle, Saint-Jean-le-Blanc, Saint-Pryvé-Saint-Mesmin, Semoy, Saran) décident de s'associer en créant le Syndicat intercommunal à vocations multiples de l'agglomération orléanaise (SIVOMAO) afin de répondre à l'une des préoccupations principales des ménages : le traitement des ordures ménagères, la collecte restant de la compétence des communes. Le Sivom, créé par arrêté préfectoral du 27 novembre 1964, est doté de deux autres vocations facultatives : les ouvrages d'assainissement et la lutte contre l'incendie.

### Communauté de communes de l'Agglomération orléanaise (1999-2002)
Le 1er janvier 1999 est créée la Communauté de communes de l'agglomération orléanaise (CCAO). Elle remplace le SIVOM de l'agglomération orléanaise et le District de l'est orléanais qui regroupait les communes membres du SIVOM et des communes extérieures pour le développement du parc technologique d'Orléans-Charbonnière. Elle regroupe alors 20 communes.
Le nombre de communes membres est porté de 20 à 22 avec l'adhésion de Bou et Chanteau le 1er janvier 2001.

### Communauté d'agglomération (2002-2016)
La communauté de communes est transformée en communauté d'agglomération le 1er janvier 2002, par arrêté préfectoral en date du 27 décembre 2001, dans le cadre des dispositions de la loi no 99-586 du 12 juillet 1999 relative au renforcement et à la simplification de la coopération intercommunale, qui a créé cette nouvelle catégorie d'établissement public de coopération intercommunale (EPCI) à fiscalité propre, mieux adaptée à sa taille et à ses ambitions.
Le 19 décembre 2002, le conseil de communauté engage une procédure de modification des statuts, destinée à les mettre en adéquation avec le programme de mandature, dit « projet d'agglomération », adopté le mois précédent. Cette modification est approuvée par arrêté préfectoral le 10 avril 2003, qui entérine à cette occasion la nouvelle dénomination « communauté d'agglomération Orléans Val de Loire ». Les services de la gestion des déchets et de l'assainissement des différentes communes sont en particulier transférées à l'AgglO.
Le 10 juillet 2006, les statuts sont à nouveau modifiés à la suite de la demande du conseil de communauté exprimée dans sa délibération du 30 mars 2006, afin de procéder à une mise à jour de la liste des compétences.
À la fin des années 2000, plusieurs rapports font état de la multiplicité des acteurs dans le domaine de la gestion publique, de la faible lisibilité de l'organisation territoriale, de la parcellisation des compétences entre les différentes groupements communaux et de la complexité des financements. La réforme des collectivités territoriales de 2010 tente d'apporter une réponse à cette problématique avec la loi no 2010-1563 du 16 décembre 2010 qui définit trois objectifs principaux en ce qui concerne l'intercommunalité : achever la carte intercommunale d'ici au 31 décembre 2013, rationaliser les périmètres existants et simplifier l'organisation intercommunale actuelle. Cette loi n'a pas d'impact sur le périmètre de la communauté d'agglomération Orléans Val de Loire qui demeure inchangé mais sur la représentation des différentes communes au sein du conseil de communauté. Le 17 octobre 2013 une nouvelle modification statutaire intervient ainsi pour définir la nouvelle composition communautaire après le renouvellement général des conseils municipaux de 2014.
En 2014, la loi de modernisation de l'action publique territoriale et d'affirmation des métropoles, dite loi MAPTAM, vise à clarifier les compétences des collectivités territoriales en créant de nouvelles métropoles venant s'ajouter aux 11 métropoles de droit commun déjà existantes (Toulouse, Lille, Bordeaux, Nantes, Strasbourg, Rennes, Rouen, Grenoble, Montpellier et Brest et Nice créée en 2011). Les territoires de plus de 400 000 habitants situés dans une aire urbaine de plus de 650 000 habitants sont obligatoirement transformés en métropoles. D'autres territoires de plus de 400 000 habitants dans lequel se situe un chef-lieu de région ou qui sont au centre d'une zone d'emploi de plus de 400 000 habitants où elles jouent un rôle stratégique sur leur région, et dont la transformation en métropole est possible mais qui ne se fera qu'à leur demande. Orléans, capitale régionale, comme Dijon, ne répond toutefois pas à ces critères et ne peut donc prétendre au statut de métropole sans une modification de la loi. Plusieurs parlementaires tant de gauche que de droite, notamment Serge Grouard, Jean-Pierre Sueur et le maire d’Orléans Olivier Carré ainsi que le président de l’agglomération Charles-Éric Lemaignen, mènent alors un lobbying en ce sens. Ils obtiennent gain de cause avec l'ajout d'un article spécifique au sujet dans le projet de loi sur le statut de Paris et l'aménagement métropolitain présenté en conseil des ministres le 3 août 2016.
En 2015, le titre II (articles 33 à 38) de la loi portant nouvelle organisation territoriale de la République (dite loi NOTRe), promulguée le 7 août 2015, est consacrée au renforcement des intercommunalités. Le seuil minimal de constitution d’un EPCI à fiscalité propre est relevé de 5 000 à 15 000 habitants, ce qui n'impacte pas l'AgglO, et de nouvelles compétences sont transférées aux communautés de communes et aux communautés d’agglomération, ce qui par contre a une implication pour la communauté d'agglomération.
Pour se transformer en communauté urbaine puis en métropole, la communauté d’agglomération « Orléans-Val de Loire » doit se conformer aux exigences imposées par la loi. En particulier pour se transformer en EPCI à fiscalité propre relevant d’une autre catégorie, les EPCI à fiscalité propre doivent d’abord exercer les compétences fixées pour la catégorie visée, sous réserve de respecter les conditions de création ex nihilo, notamment de population. Cette règle générale s’applique aussi bien pour la transformation en communauté urbaine que pour la transformation en métropole. Ainsi le conseil de communauté du 29 septembre 2016 approuve le transfert de compétences au 31 décembre 2016 permettant la transformation de la communauté d’agglomération « Orléans-Val de Loire » en communauté urbaine et ultérieurement en métropole sous réserve d’une évolution favorable de la législation.

### Communauté urbaine puis métropole (2017)
| Date        | Statut                                     | nb comm. |
| ----------- | ------------------------------------------ | -------- |
| 1964 → 1999 | syndicat intercommunal à vocation multiple | 12       |
| 1999 → 2001 | communauté de communes                     | 20       |
| 2001 → 2002 | communauté de communes                     | 22       |
| 2002 → 2017 | communauté d'agglomération                 | 22       |
| 2017        | communauté urbaine                         | 22       |
| 2017 → auj. | métropole                                  | 22       |

Dans la perspective d'une transformation ultérieure en métropole, la dénomination retenue par le conseil de communauté en octobre 2016 pour cette nouvelle communauté urbaine est « Orléans Métropole » — calqué sur l'anglais, un anglicisme. La transformation de la communauté d'agglomération en communauté urbaine à compter du 1er janvier 2017 ainsi que ses statuts sont approuvés par arrêté préfectoral du 22 décembre 2016.
La loi du 28 février 2017 relative au statut de Paris et à l'aménagement métropolitain, élargit la possibilité de transformation en métropole à tous les EPCI de plus de 400 000 habitants, tous les EPCI qui sont centres d'une zone d'emplois de plus de 400 000 habitants et les EPCI de plus de 250 000 habitants ou comprenant dans leur périmètre, au 31 décembre 2015, le chef-lieu de région, centres d'une zone d'emplois de plus de 500 000 habitants, ce qui devrait ouvrir aux intercommunalités de Dijon, Orléans, Saint-Étienne, Toulon, Clermont-Ferrand, Metz et Tours la possibilité de devenir des métropoles,. Pour Orléans Métropole, l'étape suivante est l'examen et l'approbation du projet de transformation de statut par les 22 conseils municipaux des communes de la communauté urbaine (une majorité représentant la moitié de la population du territoire est requise). Après transmission des délibérations, les décrets d'application pourront ensuite être signés par le Premier ministre. Olivier Carré, futur président de la structure pense déjà à l'avenir en déclarant, à la suite de l'adoption du projet de loi par l'Assemblée nationale, que « [Orléans] fait désormais partie des 22 métropoles. La prochaine étape, c'est la création d'un pôle métropolitain, avec Tours, Blois et d'autres villes de la région. On va travailler ensemble sur le tourisme, l'université. ».
La communauté urbaine est transformée en métropole par décret du 28 avril 2017, entré en vigueur le 1er mai 2017.

### Identité visuelle
Le logo d'Orléans Métropole reprend une partie du visuel (le point et la virgule censés représenter un humain) communs aux logos des précédentes entités administratives (Communauté de communes de l'agglomération orléanaise puis Agglomération Orléans Val de Loire).

Logo de l'AgglO Orléans Val de Loire du 1er janvier 2002 au 31 décembre 2016.
Logo d'Orléans Métropole depuis le 1er janvier 2017.

## Territoire communautaire

### Géographie

Carte d'Orléans Métropole.

Située dans le centre-ouest du département du Loiret, l'intercommunalité Orléans Métropole regroupe 22 communes et présente une superficie de 334,3 km2.

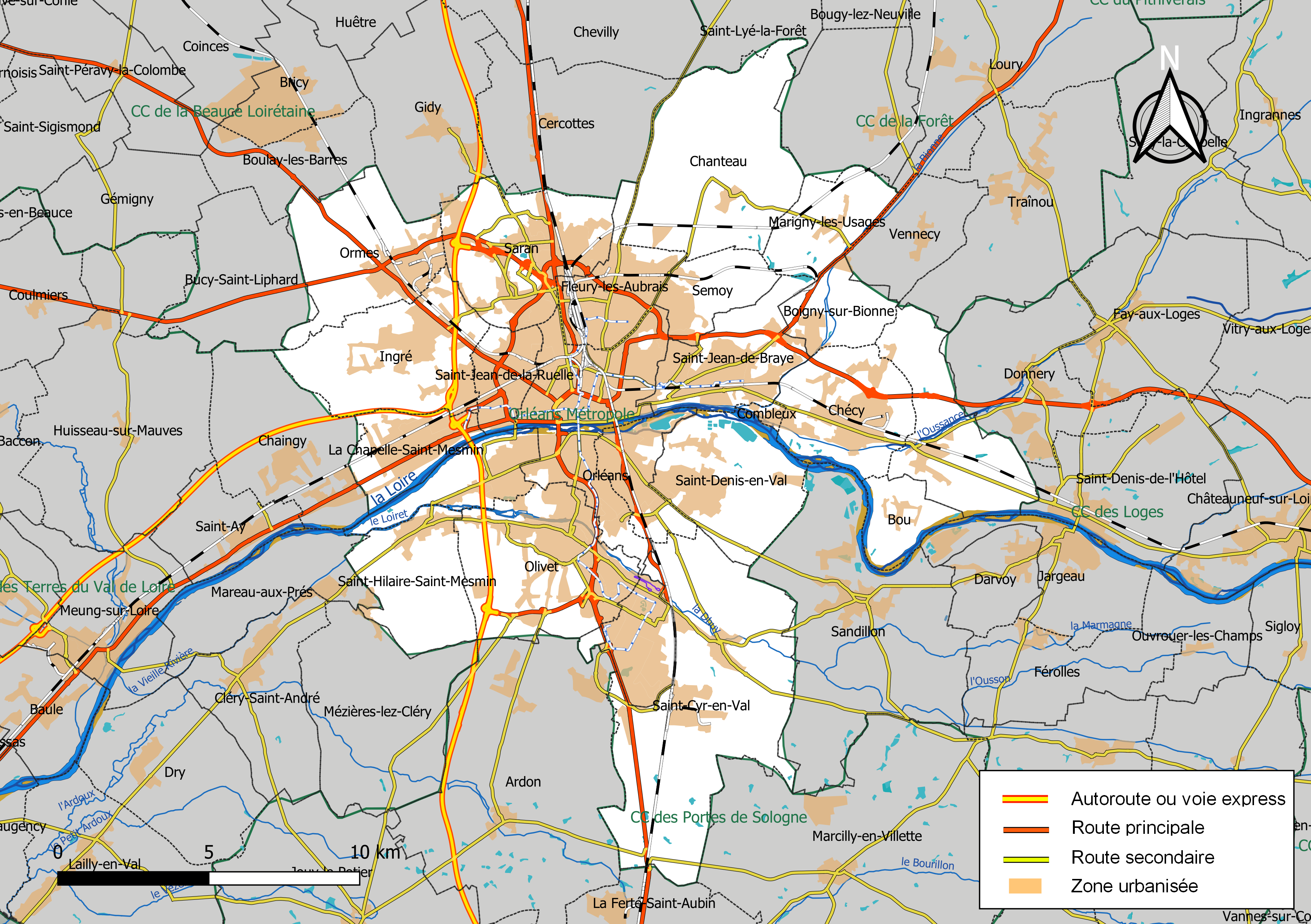
Carte de l'intercommunalité Orléans Métropole au 1er janvier 2019.

### Composition

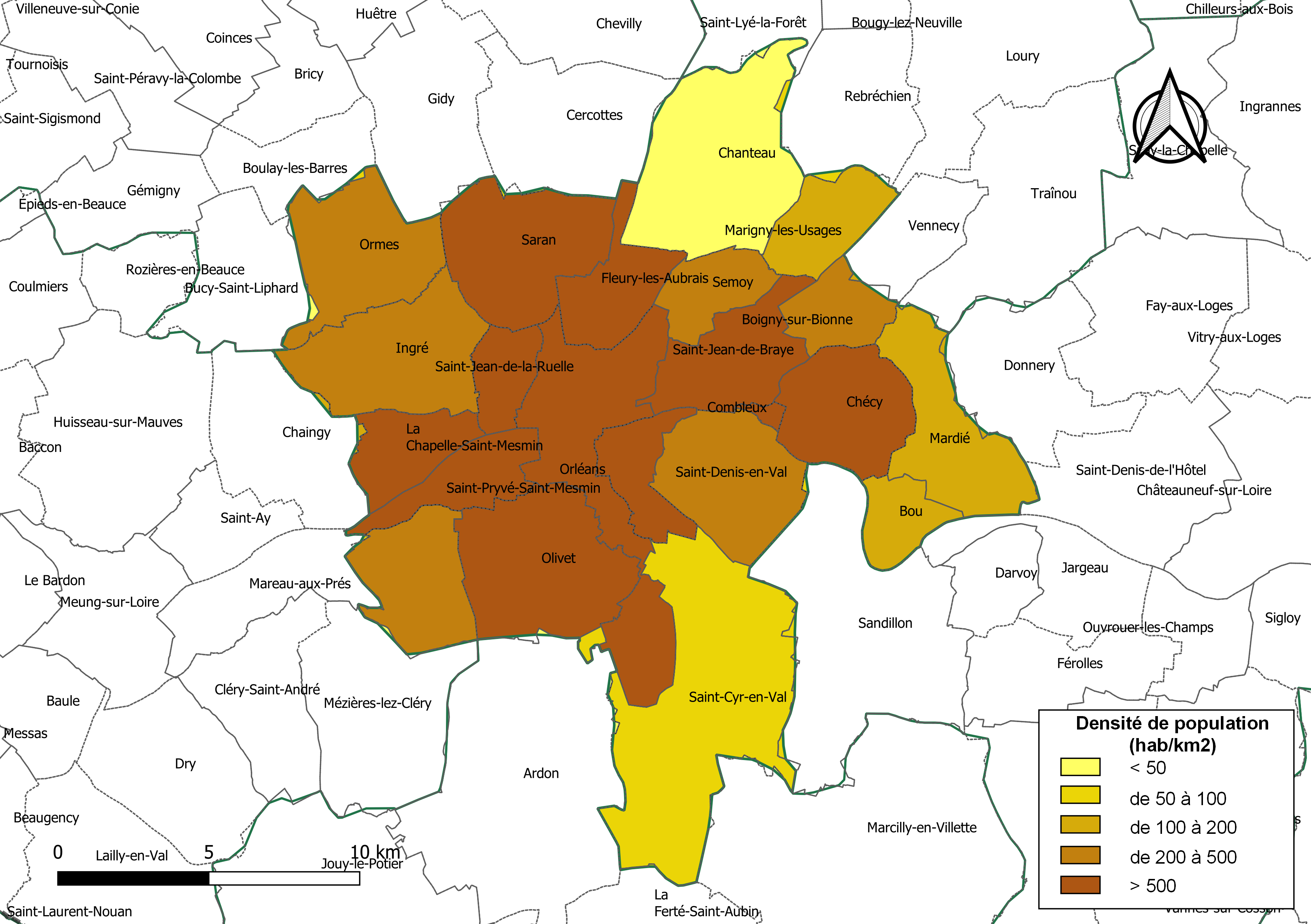
Carte des densités de population (millésimée 2016) des communes de l'intercommunalité Orléans Métropole. Composition en communes au 1er janvier 2019.

La métropole est composée des 22 communes suivantes :

| Nom                        | Code Insee | Gentilé          | Superficie (km2) | Population (dernière pop. légale) | Densité (hab./km2) |
| -------------------------- | ---------- | ---------------- | ---------------- | --------------------------------- | ------------------ |
| Orléans (siège)            | 45234      | Orléanais        | 27,48            | 116 344 (2022)                    | 4 234              |
| Boigny-sur-Bionne          | 45034      | Boignaciens      | 7,53             | 2 106 (2022)                      | 280                |
| Bou                        | 45043      | Boumiens         | 6,29             | 1 019 (2022)                      | 162                |
| Chanteau                   | 45072      | Chanteausiens    | 28,85            | 1 611 (2022)                      | 56                 |
| La Chapelle-Saint-Mesmin   | 45075      | Chapellois       | 8,96             | 10 492 (2022)                     | 1 171              |
| Chécy                      | 45089      | Caciens          | 15,47            | 8 948 (2022)                      | 578                |
| Combleux                   | 45100      | Combleusiens     | 1,1              | 524 (2022)                        | 476                |
| Fleury-les-Aubrais         | 45147      | Fleuryssois      | 10,12            | 21 664 (2022)                     | 2 141              |
| Ingré                      | 45169      | Ingréens         | 20,82            | 9 838 (2022)                      | 473                |
| Mardié                     | 45194      | Mardésiens       | 17,28            | 3 083 (2022)                      | 178                |
| Marigny-les-Usages         | 45197      | Martarais        | 9,66             | 1 861 (2022)                      | 193                |
| Olivet                     | 45232      | Olivétains       | 23,39            | 22 988 (2022)                     | 983                |
| Ormes                      | 45235      | Ormois           | 18,15            | 4 341 (2022)                      | 239                |
| Saint-Cyr-en-Val           | 45272      | Saint-Cyriens    | 44,23            | 3 430 (2022)                      | 78                 |
| Saint-Denis-en-Val         | 45274      | Dionysiens       | 17,11            | 7 768 (2022)                      | 454                |
| Saint-Hilaire-Saint-Mesmin | 45282      | Hilairois        | 14,12            | 3 156 (2022)                      | 224                |
| Saint-Jean-de-Braye        | 45284      | Abraysiens       | 13,7             | 22 088 (2022)                     | 1 612              |
| Saint-Jean-de-la-Ruelle    | 45285      | Stéoruellans     | 6,1              | 16 608 (2022)                     | 2 723              |
| Saint-Jean-le-Blanc        | 45286      | Albijohanniciens | 7,66             | 9 534 (2022)                      | 1 245              |
| Saint-Pryvé-Saint-Mesmin   | 45298      | Pryvatains       | 8,87             | 6 200 (2022)                      | 699                |
| Saran                      | 45302      | Saranais         | 19,65            | 16 866 (2022)                     | 858                |
| Semoy                      | 45308      | Semeyens         | 7,78             | 3 204 (2022)                      | 412                |

### Démographie
| 1968    | 1975    | 1982    | 1990    | 1999    | 2006    | 2011    | 2016    | 2022    |
| ------- | ------- | ------- | ------- | ------- | ------- | ------- | ------- | ------- |
| 171 160 | 210 796 | 222 870 | 245 849 | 266 446 | 272 572 | 273 878 | 282 828 | 293 673 |

### Économie
Cinq grands secteurs d'activités sont représentés :
- L'informatique, l'électronique et l'instrumentation. L'agglomération s'est spécialisée dans les centres d'appel ou centres de relation clients : Téléperformance et Expertline à Orléans, CMC Telecom (The Phone House) à Fleury-les-Aubrais. On peut noter également la présence des entreprises suivantes : Alcatel à Ormes - Saran (télécommunications), Thales (Thomson CSF) à Fleury-les-Aubrais (électronique).
- La pharmacie : La métropole fait partie du 1er pôle pharmaceutique de France. L'agglomération accueille notamment : Servier à Orléans, Delpharm à Orléans, McNeil (site européen de production forme liquide, Orléans), Parexel (CRO Pharmaceutique, Semoy) et le centre de biophysique moléculaire.
- La cosmétique : la « Cosmetic valley » est un pôle national de compétitivité, qui fait de la région Centre-Val de Loire la 2e région pour la cosmétique et les parfums. L'agglomération accueille notamment Dior à Saint Jean-de-Braye avec environ 1 562 emplois en 2004[27], L'Oréal à Ormes avec 550 emplois (100 en 2004[27]), Shiseido à Ormes (260 employés en 2004[27]), Sephora à Saran, Caudalie.
- Le transport et la logistique : l’Orléanais constitue la 3e plate-forme logistique de France, avec 9 000 salariés, 406 entreprises ou établissements spécialisés dans le conditionnement, l'entreposage, le transport. Les entreprises Deret (Saran), TNT (Zac des Sablons, Ormes), Premium logistic (Ormes), Hays logistique (Ormes), Stockalliance (Fleury-les-Aubrais), Giraud centre (Ormes), Calberson (Saran), BeBloom.com (fleuriste à Orléans) et Amazon (Saran) sont implantées sur l'agglomération[28].
- L'environnement. Orléans regroupe différentes structures publiques liées à l'environnement comme la Direction régionale de l'environnement de la région Centre (Diren), l'Agence de l'eau Loire-Bretagne, l'Agence de l'environnement et de la maîtrise de l'énergie (Ademe), l'institut national de recherche agronomique (INRA), le Conseil d'Architecture, d'Urbanisme et d'Environnement du Loiret (CAUE), le Bureau de recherches géologiques et minières (BRGM) ou le pôle de compétitivité DREAM Eau et Milieux. L'institut français de l'environnement (Ifen) était également basé à Orléans jusqu'à sa suppression par un décret du 29 novembre 2008.

## Administration

### Siège
Le siège de la métropole est situé à Orléans.

### Les élus
Le conseil communautaire métropolitain se compose de 89 conseillers, représentant chacune des communes membres et élus pour une durée de six ans.
Ils sont répartis comme suit :
| Communes | Nombre de conseillers |
| --- | --------------------- |
| Orléans | 33                    |
| Olivet | 7                     |
| Fleury-les-Aubrais Saint-Jean-de-Braye                                                                              | 6                     |
| Saint-Jean-de-la-Ruelle Saran                                                                                       | 5                     |
| La Chapelle-Saint-Mesmin Chécy Ingré Saint-Jean-le-Blanc                                                            | 3                     |
| Ormes Saint-Denis-en-Val Saint-Pryvé-Saint-Mesmin                                                                   | 2                     |
| Boigny-sur-Bionne Bou Chanteau Combleux Mardié Marigny-les-Usages Saint-Cyr-en-Val Saint-Hilaire-Saint-Mesmin Semoy | 1 (+ 1 suppléant)     |

### Présidence
Le 16 juillet 2020, à l'issue des élections municipales et communautaires de 2020, le conseil métropolitain a élu Christophe Chaillou, maire PS de Saint-Jean-de-la-Ruelle, comme président. Le conseil a également élu 20 vice-présidents et 9 conseillers délégués qui constituent le bureau métropolitain. À la suite de la démission de Christophe Chaillou, le 25 octobre 2021, un nouvel exécutif est élu le 9 novembre 2021 avec Serge Grouard, maire d'Orléans comme président.

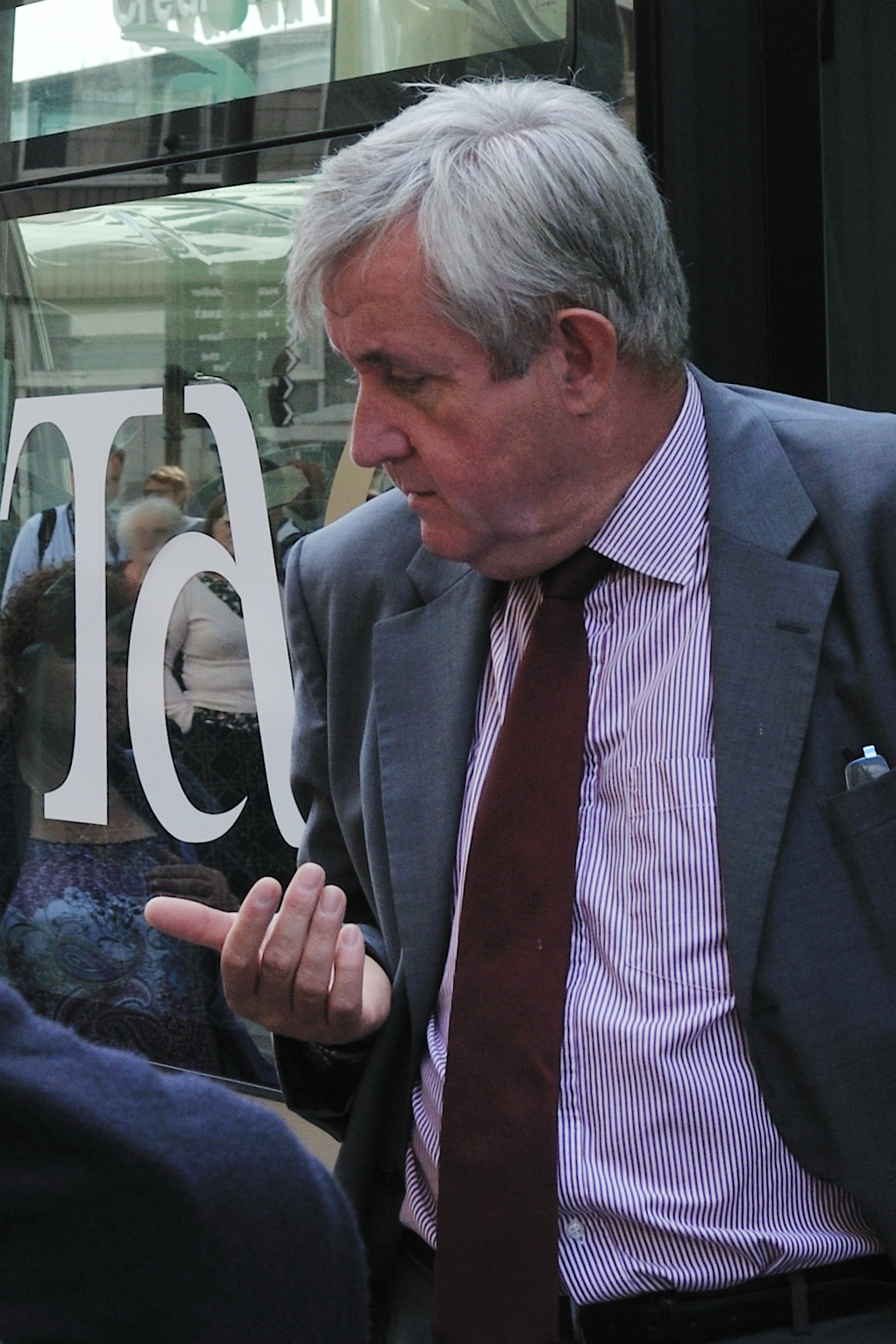
Charles-Éric Lemaignen a présidé l'intercommunalité orléanaise pendant 16 ans.

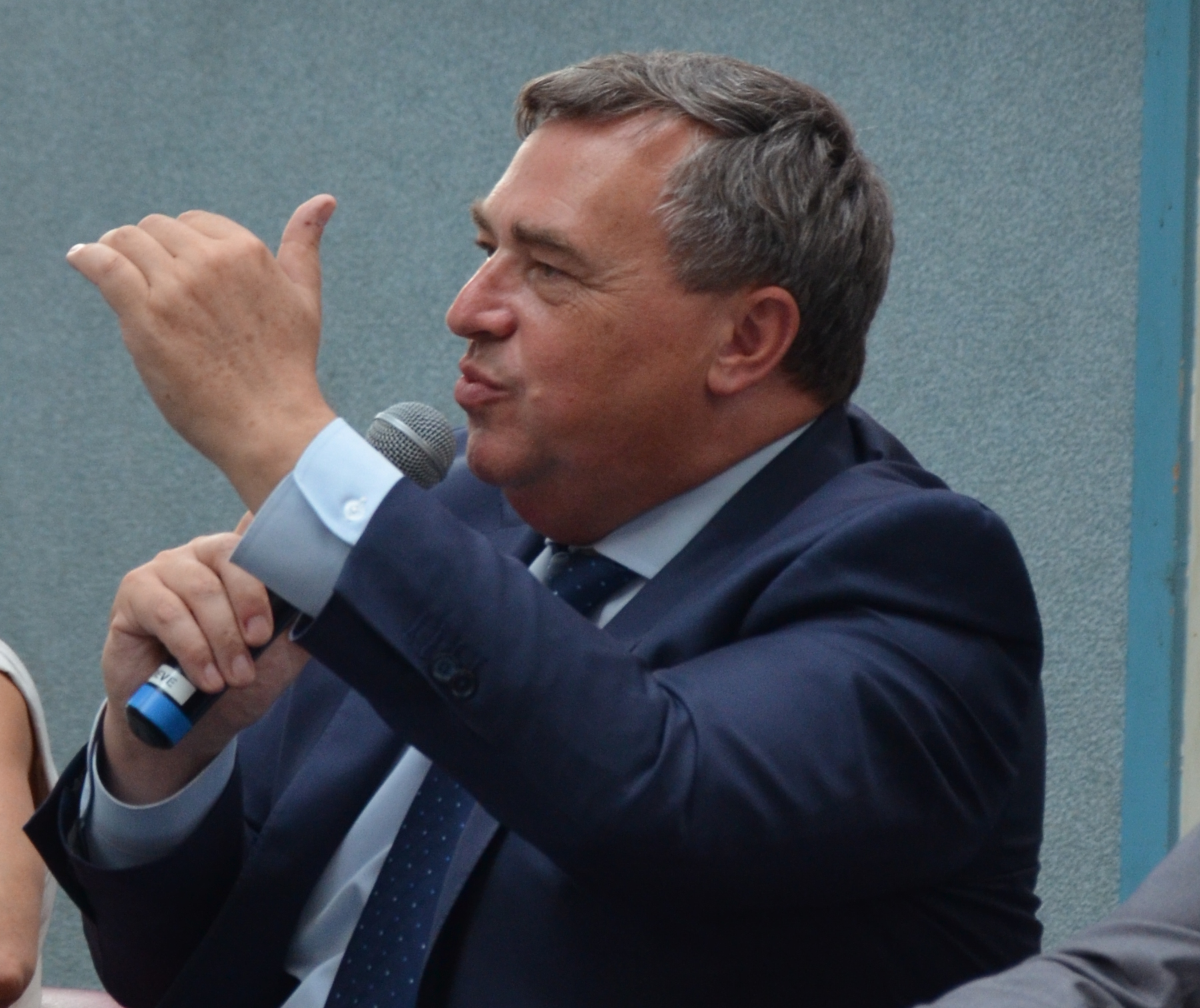
Olivier Carré, président de la métropole de 2017 à 2020.

| Statut de l'intercommunalité | Début mandat              | Fin mandat      | Identité               | Étiquette                | Qualité |
| ---------------------------- | ------------------------- | --------------- | ---------------------- | ------------------------ | --- |
| SIVOM                        | décembre 1964             | mars 1971       | Roger Secrétain        | MRP, CD puis CDP en 1969 | Maire d'Orléans Député (1951-1955) |
| SIVOM                        | avril 1971                | mars 1978       | René Thinat            | PRV                      | Maire d'Orléans |
| SIVOM                        | mai 1978                  | juillet 1980    | Gaston Galloux         | RPR                      | Maire d'Orléans |
| SIVOM                        | octobre 1980              | octobre 1988    | Jacques Douffiagues    | UDF-PR                   | Maire d'Orléans Député (1978-1981/1986) |
| SIVOM                        | novembre 1988             | mars 1989       | Jean-Louis Bernard     | UDF-RAD                  | Maire d'Orléans |
| SIVOM                        | avril 1989                | décembre 1998   | Jean-Pierre Sueur      | PSU puis PS en 1990      | Maire d'Orléans (1989-2001) Président de l'association des Maires des Grandes Villes de France (1998-2001) Sénateur (2001-2023)                              |
| Communauté de communes       | janvier 1999              | mars 2001       | Jean-Pierre Sueur      | PSU puis PS en 1990      | Maire d'Orléans (1989-2001) Président de l'association des Maires des Grandes Villes de France (1998-2001) Sénateur (2001-2023)                              |
| Communauté de communes       | avril 2001                | décembre 2001   | Charles-Éric Lemaignen | RPR, UMP puis LR en 2015 | Adjoint au maire d’Orléans Président de l'Assemblée des communautés de France (AdCF) Conseiller régional de la région Centre-Val de Loire (depuis 2004)      |
| Communauté d'agglomération   | janvier 2002              | décembre 2016   | Charles-Éric Lemaignen | RPR, UMP puis LR en 2015 | Adjoint au maire d’Orléans Président de l'Assemblée des communautés de France (AdCF) Conseiller régional de la région Centre-Val de Loire (depuis 2004)      |
| Communauté urbaine           | janvier 2017              | avril 2017      | Charles-Éric Lemaignen | RPR, UMP puis LR en 2015 | Adjoint au maire d’Orléans Président de l'Assemblée des communautés de France (AdCF) Conseiller régional de la région Centre-Val de Loire (depuis 2004)      |
| Métropole                    | mai 2017                  | juin 2017       | Charles-Éric Lemaignen | RPR, UMP puis LR en 2015 | Adjoint au maire d’Orléans Président de l'Assemblée des communautés de France (AdCF) Conseiller régional de la région Centre-Val de Loire (depuis 2004)      |
| Métropole                    | juin 2017                 | juillet 2020    | Olivier Carré          | DVD                      | Maire d'Orléans (2015-2020) Député (2007-2017) |
| Métropole                    | juillet 2020              | octobre 2021    | Christophe Chaillou    | PS                       | Maire de Saint-Jean-de-la-Ruelle (1998-2023) Conseiller général puis départemental du canton de Saint-Jean-de-la-Ruelle (depuis 2001) Sénateur (depuis 2023) |
| Métropole                    | depuis le 9 novembre 2021 | Mandat en cours | Serge Grouard          | LR puis DVD              | Maire d'Orléans (2001-2015, et depuis 2020) Député (2002-2017)                                                                                               |

### Vice-Présidence
Orléans Métropole compte 20 vice-présidences.
| Identité               | Étiquette      | Ville                      | Portefeuille |
| ---------------------- | -------------- | -------------------------- | --- |
| Matthieu Schlesinger   | DVD            | Olivet                     | Transition énergétique. Relations entre la commune d'Olivet et Orléans Métropole |
| Grégoire Chapuis       | PS             | Fleury-les-Aubrais         | Politique de la ville, cohésion sociale et prévention spécialisée. Relations entre la commune de Fleury-les-Aubrais et Orléans Métropole. |
| Vanessa Slimani        | PS             | Saint-Jean-de-Braye        | Emploi, insertion professionnelle, centre de formation d'apprentis, économie sociale et solidaire. Relations entre la commune de Saint-Jean-de-Braye et Orléans Métropole.                                                                                    |
| Michel Martin          | LR             | Orléans                    | Finances, affaires juridiques et moyens généraux |
| Christian Fromentin    | PCF            | Saran                      | Assainissement et eaux pluviales. Relations entre la commune de Saran et Orléans Métropole. |
| Valérie Barthe Cheneau | DVG            | La Chapelle-Saint-Mesmin   | Inclusion métropolitaine et égalité femmes-hommes. Relations entre la commune de La Chapelle-Saint-Mesmin et Orléans Métropole. |
| Pascal Tébibel         | LR             | Orléans                    | Attractivité économique, économie numérique et grands projets économiques. |
| Christian Dumas        | PS             | Ingré                      | Politique cyclable et circulations douces. Relations entre la commune d'Ingré et Orléans Métropole. |
| Thierry Charpentier    | Divers centre  | Saint-Jean-le-Blanc        | Parc de Loire et Canal d’Orléans. Relations entre la commune de Saint-Jean-le-Blanc et Orléans Métropole. |
| Jean-Vincent Valliès   | DVG            | Chécy                      | Aménagement durable du territoire, planification urbaine et stratégie foncière. Relations entre la commune de Chécy et Orléans Métropole. |
| Romain Roy             | DVD            | Orléans                    | Transports et déplacements |
| Marie-Philippe Lubet   | DVD            | Saint-Denis-en-Val         | Tourisme et archives métropolitaines. Relations entre la commune de Saint-Denis-en-Val et Orléans Métropole. |
| Thierry Cousin         | DVD            | Saint-Pryvé-Saint-Mesmin   | Réduction et valorisation des déchets ménagers et assimilés et économie circulaire. Relations entre la commune de Saint-Pryvé-Saint-Mesmin et Orléans Métropole.                                                                                              |
| Florent Montillot      | LR             | Orléans                    | Recherche, transferts de technologies, enseignement supérieur, ESAD d'Orléans et vie étudiante. Police Municipale Intercommunale des Transports. Coordination des projets d'installation et de maintien des professionnels de santé.                          |
| Alain Touchard         | LR             | Ormes                      | Voirie, espaces publics, coordination de la propreté, et gestion et coordination des pôles territoriaux. Plan de mise en accessibilité de la voirie et des aménagements et des espaces publics PAVE. Relations entre la commune d'Ormes et Orléans Métropole. |
| Vincent Michaut        | Sans étiquette | Saint-Cyr-en-Val           | Politiques contractuelles, aux fonds européens et à la solidarité territoriale. Relations entre la commune de Saint-Cyr-en-Val et Orléans Métropole. |
| Charles-Eric Lemaignen | LR             | Orléans                    | Grands équipements (CO'Met, Centre de conférences, Zénith, Chapit'O et complexe du Baron), connexions métropolitaines et parkings en ouvrage. |
| Laurent Baude          | DVG            | Semoy                      | Agriculture urbaine et périurbaine. Relations entre la commune de Semoy et Orléans Métropole. |
| Isabelle Rastoul       | LR             | Orléans                    | Relations humaines et dialogue social |
| Stéphane Chouin        | Sans étiquette | Saint-Hilaire-Saint-Mesmin | Habitat et logement. Relations entre la commune de Saint-Hilaire-Saint-Mesmin et Orléans Métropole. |

### Compétences

#### Compétences de la communauté d'agglomération au1erjuillet 2016
Au 1er juillet 2016, l'intercommunalité était dotée de 31 compétences, se répartissant comme suit :

#### Compétences à l'issue du changement de statut en communauté urbaine
Au 1er janvier 2017, plusieurs compétences sont transférées à la communauté urbaine :
- les compétences déjà exercées par la Communauté d’Agglomération à ce jour (obligatoires, optionnelles et facultatives) ;
- les compétences obligatoires d’une Communauté urbaine qui ne seraient pas déjà exercées ;
- les compétences obligatoires d’une Métropole qui ne seraient pas déjà transférées dans les deux cas précédents ;
- les compétences facultatives présentant un intérêt réel à ce qu’elles soient également transférées par les communes en complément des trois catégories précédentes.

La communauté urbaine exerce ainsi, en lieu et place de ses communes membres, les compétences suivantes.

### Régime fiscal et budget
Le régime fiscal de la métropole est la fiscalité professionnelle unique (FPU).

## Projets et réalisations

### Réalisations

#### Gestion des déchets

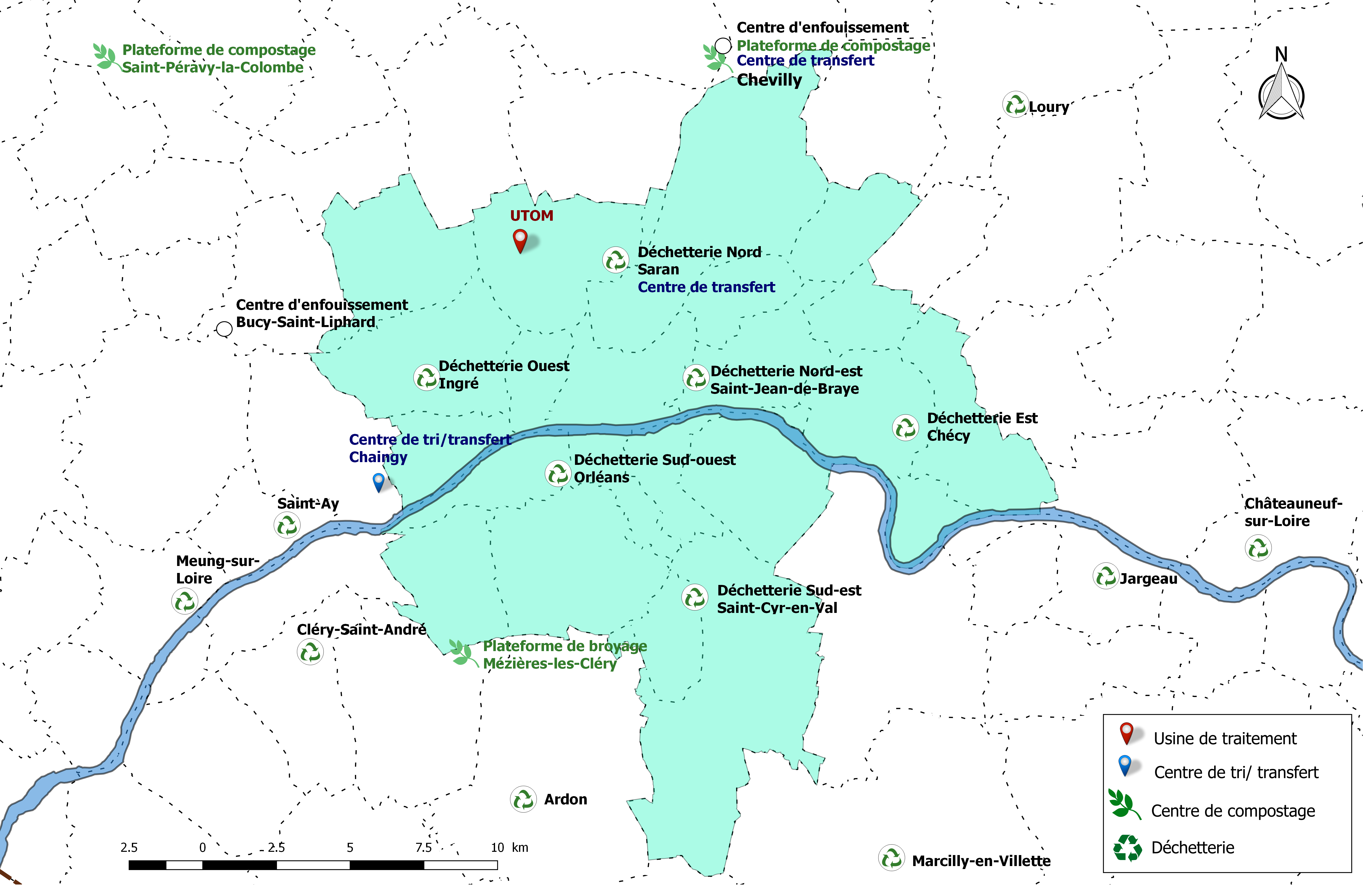
Sites de collecte, de traitement et de valorisation des déchets d'Orléans Métropole.

##### Historique
Jusqu’à la fin 1998, le SIVOM de l'agglomération orléanaise exerçait uniquement la compétence de « traitement des déchets » ainsi que la gestion des déchetteries, qui étaient financées par les contributions communales. En 1999, à titre dérogatoire et exceptionnel, la compétence « traitement des déchets et gestion des déchetteries » a été exercée par la Communauté de communes de l’agglomération orléanaise dans les mêmes conditions que celles du SIVOM et, également à titre dérogatoire, les communes ont assuré la collecte. La communauté de communes a assuré à partir de 2000 l’ensemble de la compétence « collecte, traitement et valorisation des déchets », à titre de compétence obligatoire et exclusive, financée sur ses propres ressources et non plus sur les participations des communes membres, puis la Communauté de l’agglomération orléanaise à partir de 2002 et enfin la communauté urbaine à partir de 2017.

##### Organisation
Pour exercer sa compétence, la métropole dispose :
- de deux sites d’exploitation pour organiser des opérations de collecte et le stockage de fournitures et matériels ; le personnel administratif est regroupé sur la base sud (rue Hatton) ;
- de six déchetteries qui permettent aux habitants de déposer leurs déchets verts, cartons, ferrailles, gravats, etc ;
- d’une unité de traitement permettant la valorisation énergétique (l’incinération des déchets ménagers résiduels) et la valorisation matière des autres déchets (corps creux, corps plats et multimatériaux).

En 2015, la Direction Gestion des Déchets de la communauté d'agglomération comptait 155 agents permanents et 15 agents non permanents. Les dépenses figurant au compte administratif s’élevaient à 28,7 M€ en fonctionnement et 3,2 M€ en investissements.

##### Collecte
141 283 tonnes de déchets ont été collectées par la métropole en 2015, soit 205 kg/hab./an, se répartissant en 63 359 tonnes de Déchets ménagers résiduels (DMr), 19 184 tonnes de déchets sélectifs et 56 464 tonnes en déchetteries. L'évolution du tonnage collecté depuis 2005 est présentée dans le tableau suivant.
|                   | 2005   | 2006   | 2007   | 2008   | 2009   | 2010   | 2011   | 2012   | 2013   | 2014   | 2015   |
| ----------------- | ------ | ------ | ------ | ------ | ------ | ------ | ------ | ------ | ------ | ------ | ------ |
| DMr               | 74 396 | 75 265 | 73 092 | 71 120 | 70 029 | 69 272 | 66 104 | 64 739 | 63 461 | 64 082 | 63 359 |
| Déchets sélectifs | 14 091 | 14 734 | 15 610 | 15 978 | 15 656 | 16 116 | 18 987 | 18 799 | 18 720 | 18 865 | 19 184 |
| Déchetteries      | 51 938 | 48 049 | 51 048 | 52 440 | 52 694 | 53 420 | 57 655 | 56 622 | 58 005 | 60 063 | 56 464 |

Les déchets ménagers résiduels (DMr) comprennent les déchets obtenus après extraction des autres fractions, valorisables, de déchets. La collecte des DMr est effectuée en porte-à-porte sur toutes les communes de la communauté urbaine, sauf très ponctuellement certains points de l’hyper centre-ville d’Orléans ou certaines voies ou impasses inaccessibles par les véhicules au moyen de bacs roulants. Dans ces situations, comme dans l’habitat collectif, pour pallier le problème de remisage des bacs, des points de regroupement sont mis en place. Certaines zones collectives sont équipées de points de collecte enterrés dont les premiers équipements ont été installés en 2008.
Une collecte des multimatériaux se fait aussi sur l'ensemble du territoire selon deux modes : en porte-à-porte (via des bacs standardisés dédiés ou des sacs sur l’intramail orléanais) et en apport volontaire et points de proximité (enterrés ou aériens).
Plusieurs collectes sélectives spécifiques complètent le dispositif. Le verre est collecté en porte-à-porte pour 6 communes (en 2015) ou en apports volontaires dans des colonnes dédiées. Une collecte des cartons des professionnels est effectuée dans l'hyper centre-ville et les rues commerçantes d'Orléans depuis 2010. Les encombrants sont collectés une fois par an. Une collecte des déchets verts en porte-à-porte est en outre proposée aux personnes âgées de plus de 75 ans ou à mobilité réduite et à l’habitat pavillonnaire habitant dans toute commune de la communauté urbaine. Au 26 novembre 2015, il y avait 3 088 inscrits au service (28 % des 10 951 adresses éligibles) et 473 tonnes ont ainsi été récupérées.

##### Déchèteries
Un réseau de six déchèteries accueille les encombrants et autres déchets spécifiques (déchets verts, déchets dangereux, gravats, cartons…) :
- Déchèterie est - Chécy : Parc d’activités de la Guignardière – rue Pierre et Marie Curie ;
- Déchèterie ouest - Ingré : Chemin de la Vallée de l’Azin ;
- Déchèterie sud-ouest - Orléans : Chemin du Clos de l’Alouette – 33 rue Hatton ;
- Déchèterie sud-est - Saint-Cyr-en-Val : Avenue du parc Floral ;
- Déchèterie nord-est - Saint-Jean-de-Braye : Parc Archimède – rue de la Burelle ;
- Déchèterie nord - Saran : Zone d’activités de Montaran – rue Marcel Paul.

Plusieurs filières de valorisation de matériaux spécifiques ont été mises en place selon les besoins identifiés : la filière des déchets d’équipements électriques et électroniques (DEEE) est organisée depuis 2006, celle des déchets d’amiante lié réservée aux particuliers est mise en place depuis septembre 2010 sur la déchèterie sud-est à Saint-Cyr-en-Val, celle des déchets de plâtre a été initiée en 2014 sur la déchèterie nord-est située à Saint-Jean-de-Braye, celle des déchets dangereux est installée depuis janvier 2014 sur l’ensemble des sites, celle des déchets d’équipements d’ameublement (DEA) est sur la déchèterie ouest à Ingré depuis juillet 2014 et sur la déchèterie sud-est à Saint-Cyr-en-Val depuis septembre 2014.

##### Traitement et valorisation
Le SIVOM de l'agglomération orléanaise a décidé de confier en juillet 1992 le financement, la construction et l’exploitation d’un centre de traitement multifilières, l'Unité de Traitement des Ordures Ménagères (UTOM). Elle est exploitée par la société ORVADE, filiale du groupe Véolia, et ce, jusqu’en novembre 2019. L’unité d’incinération a été mise en service en 1996. Les déchets admissibles dans l’installation sont : les ordures ménagères, les déchets d’activités et de soins à risques infectieux (DASRI), les déchets industriels banals et les déchets exceptionnels, assimilables aux ordures ménagères ou aux déchets industriels banals, tels que les archives confidentielles, les pièces à conviction des tribunaux, les saisies des douanes, les contrefaçons... L’établissement comprend notamment les installations suivantes,, :
- un centre de tri des déchets ménagers provenant de la collecte sélective d’une capacité de 100 t/jour soit 22 300 t/an ;
- une zone de stockage des DASRI et des bacs propres de 400 m2 ;
- une unité  d’incinération avec récupération d’énergie constituée de deux fours à grilles mobiles (système VOLUND) d’une capacité de 2 fois 7 tonnes/heure à PCI 8 400 kJ/kg, soit une capacité annuelle pouvant atteindre 112 000 tonnes.
- une filière de traitement des DASRI par incinération dans l’unité d’incinération précitée (ligne d’injection spécifique des déchets).
- une fosse d’entreposage des déchets d’un volume de 3 750 m3.

La combustion des déchets permet de produire de l’électricité dont une partie est consommée pour les propres besoins de l’installation et le reste est revendu à EDF. La puissance thermique nominale de l’installation est de 27 126 kW. L’énergie thermique produite lors de l’incinération des déchets est valorisée sous forme d’énergie électrique par production de vapeur alimentant un turboalternateur de 7 440 kW électrique (puissance nominale).
105 071 tonnes de déchets ont été incinérées en 2011, 108 034 tonnes en 2015.
Une plateforme de maturation des mâchefers (résidus solides issus de l’incinération des déchets ménagers résiduels), installée en 2010 à proximité de l'installation, permet de ne plus recourir à des plateformes extérieures éloignées ou à l’enfouissement. En 2015, les résidus d'incinération des 108 034 tonnes de déchets se composaient de 22 554 tonnes de mâchefers bruts et de 3 262 tonnes de REFIOM et de cendres.

#### Gestion de l'eau
La gestion de l'eau dans Orléans Métropole couvre d'une part le service public d'eau potable ayant pour objet de fournir à tout usager habitant sur le territoire de la métropole une eau courante (captage, traitement, distribution) et d'autre part le service public d'assainissement des eaux usées et des eaux pluviales (récupération, traitement dans six stations d'épuration, évacuation au milieu naturel).
Avant le passage en communauté urbaine puis en métropole, la maîtrise d'ouvrage du service d'eau potable est très diversifiée puisque sur les 22 communes appartenant à la métropole, 15 communes produisent et distribuent elles-mêmes l'eau (ou ont recours à une autre commune) et 7 ont recours à un syndicat (deux sont membres du SIAEP des Usages et cinq du SIAEP Vals Loire Bionne & Cens). Concernant l'exploitation du réseau (canalisations) et des équipements (stations de traitement, châteaux d'eau, stations de relèvement, etc), 13 communes disposent d'une régie municipale et 9 ont signé une délégation de service public par affermage. Entre le 1er janvier 2017 et le 1er mai 2017, la communauté urbaine s'est substituée aux communes et syndicats pour la maîtrise d'ouvrage. Depuis le 1er mai 2017, la métropole s'est substituée à la communauté urbaine.
La maîtrise d'ouvrage du service d'assainissement est plus claire puisque l'ensemble des communes ont transféré la compétence à la métropole. Concernant l'exploitation du réseau et des équipements d'eaux usées et pluviales, l'organisation a été simplifiée en 2016. La métropole a signé deux contrats de délégation de service public avec respectivement Suez qui gère Les réseaux de 10 communes et Véolia qui gère 5 des 6 stations d'épuration. Les services de la métropole gèrent quant à eux en régie les réseaux des 12 communes non gérées par Suez et la station d'épuration de l'Île Arrault située au sud de la Loire.
La qualité de l'eau fait l'objet d'un suivi spécifique et les principales données sont accessibles.
Le prix de l'eau potable est différent selon les communes. En 2013, 5 communes facturaient un prix au mètre cube supérieur à celui de la moyenne du Loiret (1,69 €/m3), mais seulement deux au-dessus de la moyenne nationale (2,03 €/m3). Celui de l'assainissement est par contre unifié sur l'ensemble du territoire de la métropole orléanaise (2,32 €/m3), légèrement inférieur à la moyenne du Loiret (2,38 €/m3) mais supérieur à la moyenne nationale (1,89 €/m3).

### Projets
- Le projet Interives a pour but le réaménagement de la zone industrielle située derrière la gare des Aubrais en quartier de bureaux, habitations et commerces. La fin du projet est actuellement prévue pour 2035. Il avait été envisagé un téléphérique (horizontal) pour relier la future place Danton à l'arrêt de tram Gare des Aubrais, pour faciliter le déplacement vers ce nouveau quartier[50].
- Le parc des expositions a été déplacé à Fleury-les-Aubrais sous le nom Chapit'O.
- Le projet Arena, porté par Serge Grouard et contesté pour son coût, a été abandonné[51],[52],[53],[54]. Il a été remplacé par le projet CO'Met, d'un coût final approchant les 160 millions d'euros[55].
- Construite sur l'emplacement du parc des expositions, la salle CO'Met comprend notamment une salle omnisports (spécialement créée pour l'équipe Orléans Loiret Basket et pouvant accueillir 9 500 spectateurs) et un palais des congrès[56].
- Orléans Loiret Basket a réalisé son premier match -en tant que club résident- dans la salle CO'Met le 1er avril 2023. L'équipe de Pro B (la 2ème division du championnat de France de Basket) a battu à cette occasion un double record. Le record de la plus grosse affluence pour un match de Pro B (9 503 spectateurs - le précédent record était détenu par le CSP Limoges, 6 016 spectateurs contre le Boulazac Basket Dordogne, en 2012, au Palais des Sports de Beaublanc) et le record de la plus grosse affluence réalisée par un club français dans une enceinte où il est officiellement résident. À cette date, la salle CO'Met est la plus grande salle omnisports de France ayant pour résident un club de basket - la plus grande salle de basket permanente de France.